# Карезанаблот
Карезанабло̀т (на италиански: Caresanablot; на пиемонтски: Caresan-a Blot, Карезан-а Блот) е село и община в Северна Италия, провинция Верчели, регион Пиемонт. Разположено е на 135 m надморска височина. Населението на общината е 1136 души (към 2013 г.).